# Никома Парк (Оклахома)
Никома Парк (енгл. Nicoma Park) град је у америчкој савезној држави Оклахома.

## Демографија
По попису из 2010. године број становника је 2.393, што је 22 (-0,9%) становника мање него 2000. године.
| Група             | 2000.         | 2010.         |
| Белци             | 2.024 (83,8%) | 2.027 (84,7%) |
| Афроамериканци    | 82 (3,4%)     | 49 (2,0%)     |
| Азијати           | 11 (0,5%)     | 4 (0,2%)      |
| Хиспаноамериканци | 86 (3,6%)     | 88 (3,7%)     |
| Укупно            | 2.415         | 2.393         |